# Ернст Калтенбрунер
Ернст Калтенбрунер (Рид им Инкрајс, 10. октобар 1903 — Нирнберг, 16. октобар 1946) је био нацистички званичник током Другог светског рата.

## Детињство и младост
Калтенбрунер је рођен у Рид им Инкрајсу, градићу у Аустрији, као син адвоката. Образовање је стекао у државној општој гимназији у Линцу, и на универзитету у Грацу. Кренуо је очевим стопама, и 1926. године и сам постао адвокат. Ипак, на том послу се кратко задржао (1926—1928), и то по аустријским градовима Салцбургу и Линцу. Био је висок два метра.
Придружио се Нацистичкој партији и СС-у у Аустрији 1932, а имао је улогу представника округа, и главног саветника 8. СС дивизије. У јануару 1934. године кратко је задржан у затвору с осталим нацистима. Касније те године је опет затворен под сумњом у велеиздају и умешаност у убиство тадашњег премијера Аустрије, Енгелберта Долфуса, који је био заслужан за прво Калтенбрунерово затварање. Но, већина оптужби је отпала, и Калтенбрунер је провео у затвору само шест месеци због завере.

## Калтенбрунеров успон у нацистичком свету
Средином 1935. године Калтенбрунер је постао вођа аустријског СС-а. Због велике помоћи у спровођењу Аншлуса, Хитлер га је унапредио у вођу аустријског дела СС-а, на дан када је Аншлус успешно изведен. 11. септембра 1938. године постао је вођа паравојних јединица. Такође је био члан Рајхстага од 1938. године. У априлу 1941. године унапређен је у чин Главног полицијског генерала. Након убиства Рајнхарда Хајдриха у Прагу 1942. године заменио га је на челу РСХА.
Што се крај рата више ближио, Калтенбрунерова позиција је била све ближе самом врху, што се највише видело када се десио напад на Хитлера 20. јула 1944. године. Говорило се да се Калтенбрунера боји чак и Хајнрих Химлер, а постојале су гласине да је управо он одговоран за Ајхманов неуспех у добијању чина пуковника СС-а.
9. децембра Калтенбрунер добија Гвоздени крст. У то време, Калтенбрунерове титуле су биле Вођа елитне групе СС-а, Генерал полиције и Шеф тајне полиције. Такође му је додељен Блуторден (Ред крви).

## Нирнбершки процес
На Нирнбершком суду је оптужен за удруживање са намером извршавања дела против светског мира, ратне злочине и злочина против човечности. Најзапаженији сведок је био Рудолф Хес, заповедник концентрационог логора у Аушвицу. Калтенбрунерова контрола снага СС-а значила је да је директно одговоран за следеће оптужбе:
- Масовна убиства цивила из окупираних држава.
- Провера заробљеника логора и погубљивање политички и/или расно непожељних.
- Депортација цивилних грађана окупираних земаља и присиљавање на рад.
- Погубљивање заробљених командоса или копнених војника, и помиловање цивила који би линчовали заробљене противничке ваздухопловце.
- Одвођење цивила на тајна суђења у Немачку и извршавање казни.
- Кажњавање грађана окупираних територија криминалним начином.
- Погубљивање људи у концентрацијским логорима чије би злочине признали њихови рођаци.
- Присвајање туђег приватног власништва.
- Прогон Јевреја.
- Уништавање цркви.

Проглашен је кривим за ратне злочине и злочине против човечности, и потом осуђен на смрт вешањем. Погубљен је око 1.40 ујутро дана 16. октобра 1946. Последње речи су му биле: „Срећно, Немачка!“